# Domingo de Resurrección (película)
Domingo de Resurrección es una película venezolana del año 1982 del género de comedia, dirigida por César Bolívar.

## Sinopsis
Una familia de clase media integrada por 6 personas: León Camacho, su esposa Alicia, Doña Felicia (la madre de Alicia), María Alejandra (la hija de los Camacho) y dos amiguitos de esta; se van a la playa a pasar la Semana Santa pero, al final de la tarde del domingo de resurrección Doña Felicia fallece mientras dormía por causas naturales y empiezan las diversas situaciones entre trágicas y cómicas, hasta el punto de ser robado el vehículo en que se desplaza la familia Camacho (una Volkswagen Brasilia), en cuya parrilla reposa el cuerpo de la fallecida señora.
La trama se desarrolla en la población de Todasana, en el entonces departamento Vargas del Distrito Federal.

## Elenco
- Juan Manuel Laguardia ("Full Chola") ... León Camacho
- Carmen Julia Álvarez ... Alicia de Camacho
- Adela Cisneros †... Doña Felicia
- Nayth Albert ... María Alejandra Camacho
- Naldry Albert ... Roraima
- José Daniel Alvarado †... Juan Carlos
- Arturo Calderón †... Angulo
- Soraya Sanz ... Rosalía
- Aníbal Salazar ... Cheché
- Franklin Virgüez ... Franklin Edgardo Salazar, F.E.S.
- Yajaira Paredes ... Blanca
- Nestor Maldonado ... Argenis
- José Rodríguez ... "Chupeta"
- Zulay López ... Islem
- Flavio Caballero ... Iván
- Esther Vasquez ... Glenys
- Marisela Buitriago ... Regina
- Julio Gassette ... Policía Narciso
- Alfonso Urdaneta †... Policía Honorato
- Miguel Ángel Landa ... Repartidor de pescado
- Ron Duarte ... Pescador
- Antonio Machuca ... Pescador
- Pedro Durán ... Lugareño
- Pablo Gil ... Lugareño
- Gabriel Cabrera
- María Luisa Foresti
- José Antonio Nadales